# پاین کانیون (کالیفرنیا)
پاین کانیون (به انگلیسی: Pine Canyon) یک منطقهٔ مسکونی در ایالات متحده آمریکا است که در شهرستان مونتری، کالیفرنیا واقع شده‌است. پاین کانیون ۸٫۶۴۲ کیلومتر مربع مساحت و ۱٬۸۲۲ نفر جمعیت دارد و ۱۵۶٫۹۷ متر بالاتر از سطح دریا واقع شده‌است.